# Batalion Stołeczny

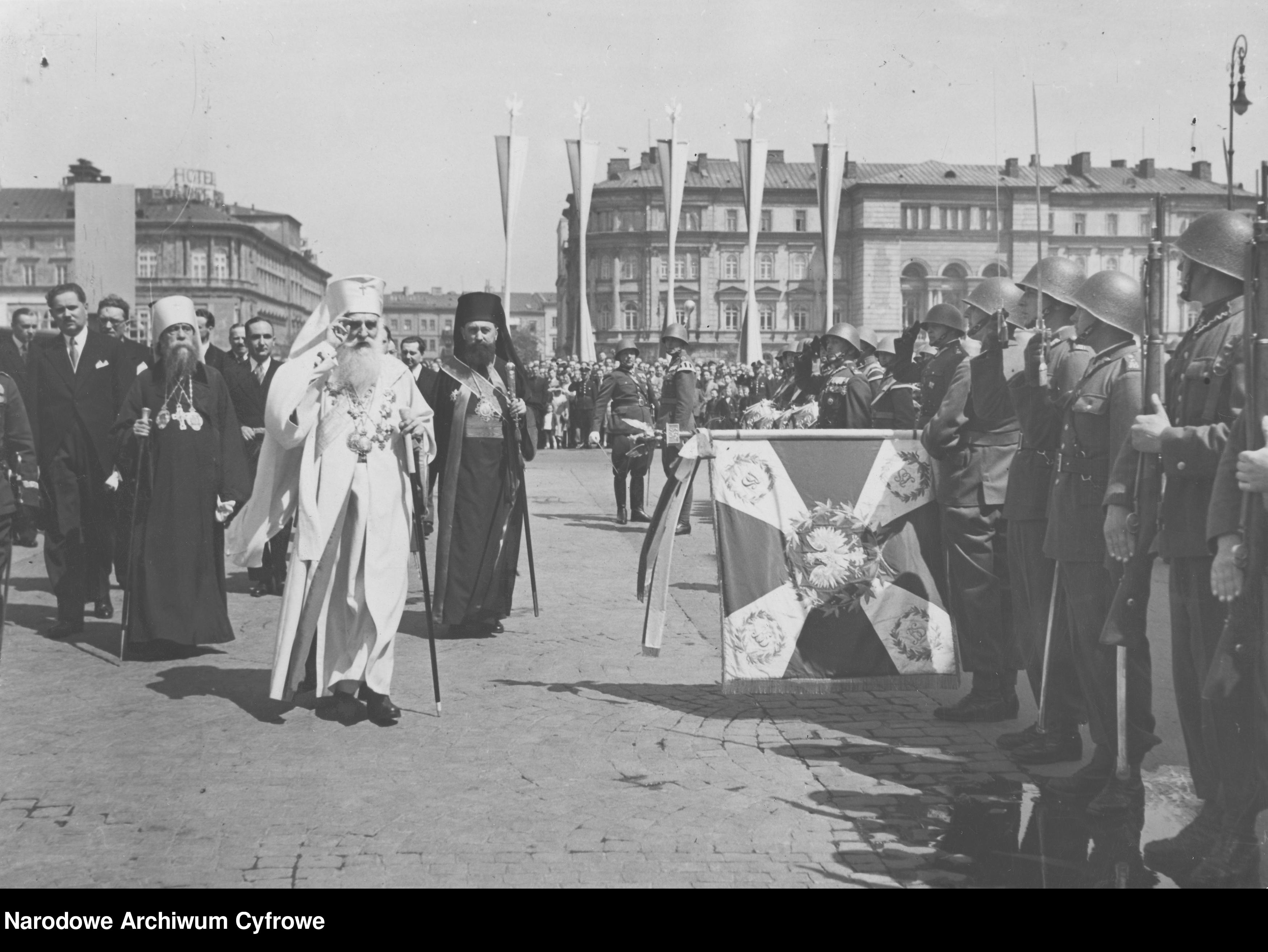
21 maja 1938 w Warszawie premier Rumunii patriarcha Cristea Miron podczas wizyty oficjalnej w Polsce dokonuje przeglądu kompanii honorowej.

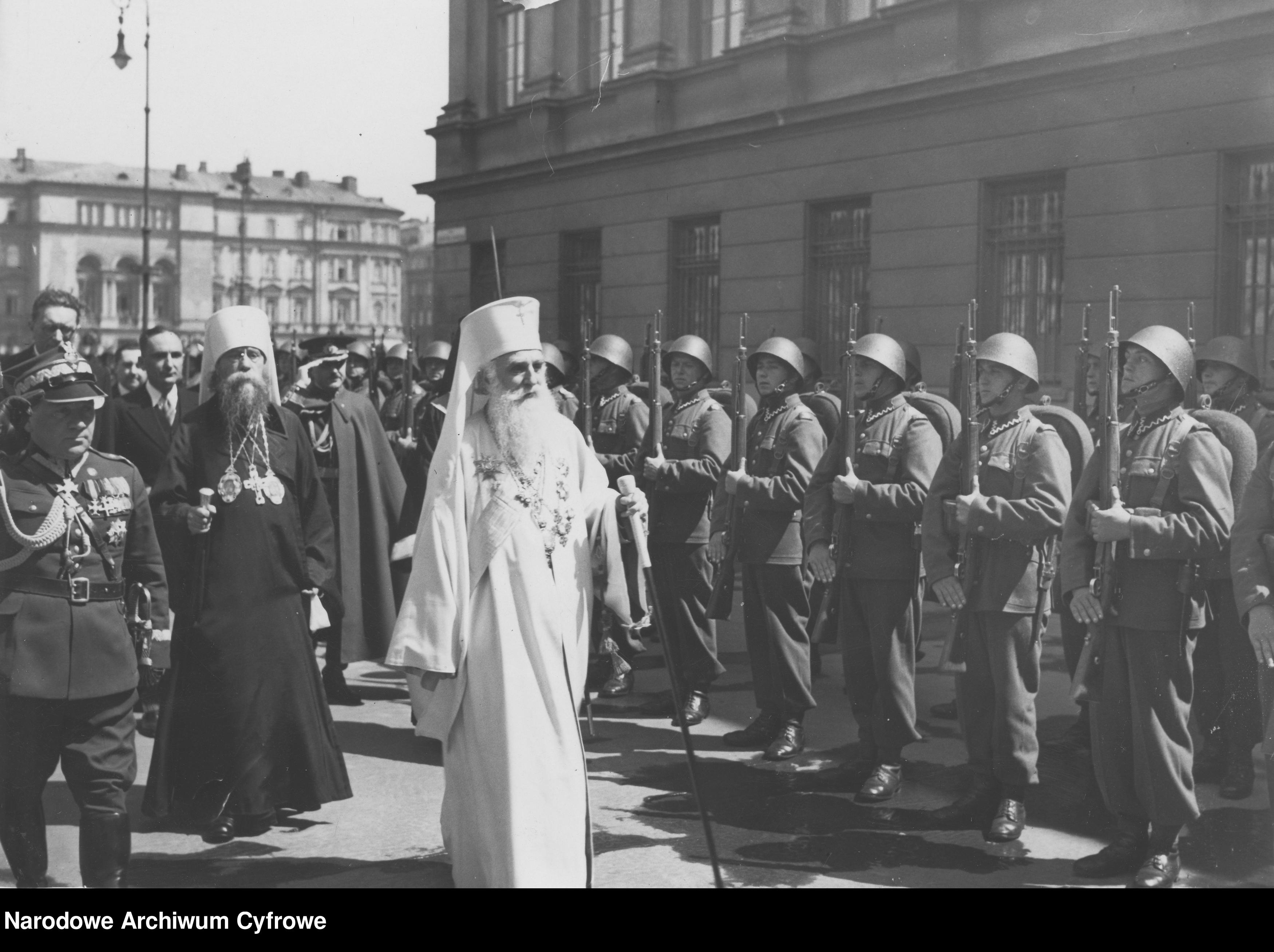

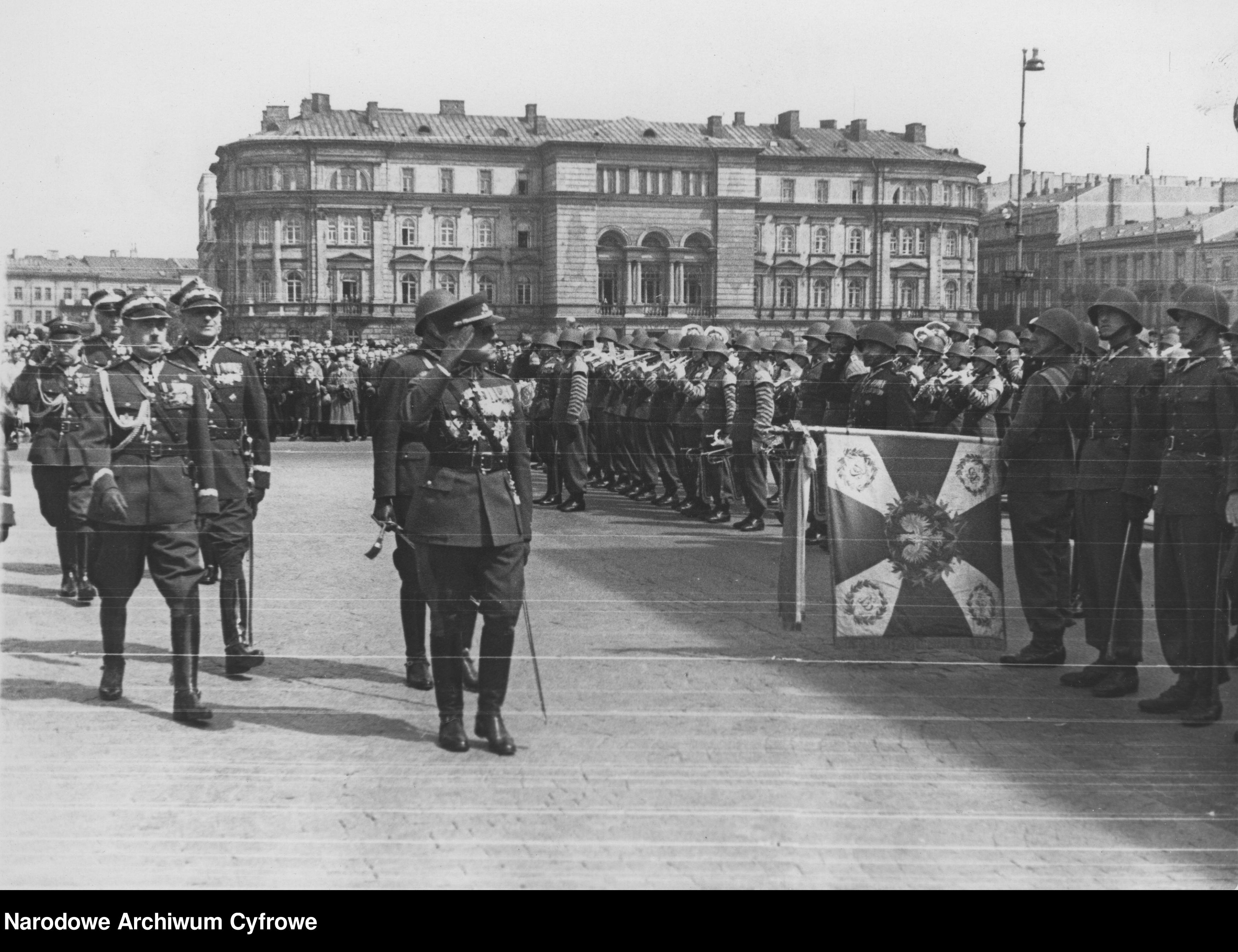
9 maja 1939 gen. Stasys Raštikis naczelny dowódca armii litewskiej dokonuje przeglądu kompanii honorowej.

Batalion Stołeczny – oddział piechoty Wojska Polskiego przeznaczony do pełnienia służby reprezentacyjnej i garnizonowej na terenie garnizonu Warszawa.

## Historia batalionu
Batalion Stołeczny został sformowany na podstawie rozkazu Departamentu Dowodzenia Ogólnego Ministerstwa Spraw Wojskowych L. 1271/Tjn./Og. z 11 marca 1936. 
Organizacja pokojowa batalionu przewidywała w jego składzie dowództwo, podkwatermistrzostwo i trzy kompanie po trzy plutony, w tym jeden pluton karabinów maszynowych. Batalion liczył 495 żołnierzy, w tym 12 oficerów, 51 podoficerów zawodowych i nadterminowych oraz 422 szeregowców. Kadra oddziału dzieliła się na stałą i wymienną. Kadrę stałą stanowił dowódca batalionu, podkwatermistrz, oficer administracyjno-materiałowy, dwóch dowódców kompanii, jeden oficer młodszy oraz 14 podoficerów, natomiast kadrę wymienną stanowił jeden dowódca kompanii, 5 oficerów młodszych oraz 27 podoficerów.

## Batalion Stołeczny w kampanii wrześniowej

### Mobilizacja
Batalion stołeczny był jednostką mobilizującą. Zgodnie z planem mobilizacyjnym „W” dowódca batalionu był odpowiedzialny za przygotowanie i przeprowadzenie mobilizacji trzech jednostek mobilizowanych, a mianowicie batalionu stołecznego oraz dwóch batalionów wartowniczych nr 12 i 14. Batalion stołeczny mobilizował się w alarmie, w grupie jednostek oznaczonych kolorem żółtym, w czasie A+20, w dniu 24 sierpnia. Natomiast oba bataliony wartownicze w I rzucie mobilizacji powszechnej, odpowiednio czwartego i piątego dnia mobilizacji powszechnej.
Batalion stołeczny miał być formowany według organizacji wojennej L.3011/mob.org., ukompletowany zgodnie z zestawieniem specjalności L.3011/mob.AR oraz uzbrojony i wyposażony zgodnie z wojennymi należnościami materiałowymi L.3011/mob./mat. Organizacja wojenna batalionu stołecznego została zatwierdzona 12 stycznia 1937 przez szefa Sztabu Głównego gen. bryg. Wacława Stachiewicza. W skład batalionu na stopie wojennej wchodziło dowództwo, pluton gospodarczy i cztery kompanie strzeleckie. Każda z czterech kompanii strzeleckich posiadała poczet dowódcy, sekcję granatników, trzy plutony strzeleckie, pluton karabinów maszynowych oraz drużynę gospodarczą. Zmobilizowany batalion liczył 977 żołnierzy, w tym 26 oficerów, 154 podoficerów i 797 szeregowców, uzbrojonych w 30 pistoletów, 813 karabinów i karabinków, 15 ckm, 36 rkm, 12 granatników.

### Działania bojowe

#### W dyspozycji Komendy Miasta Warszawy
Od 29 sierpnia batalion stołeczny wystawił warty przy mostach: Kierbedzia, przy Cytadeli, Średnicowym, Poniatowskiego, a także w sile plutonu w Świdrach Małych koło Otwocka. Warty były zmieniane codziennie i rozwożone samochodami ciężarowymi. Nowo sformowana 4 kompania strzelecka pełniła do wybuchu wojny, służbę pogotowia garnizonowego i prowadziła szkolenie oraz zgrywanie.
1 września batalion pełnił warty i służby garnizonowe w mieście. 2 września przed wieczorem, 1 kompania strzelecka na rozkaz gen. bryg. Janusza Głuchowskiego I wiceministra spraw wojskowych, wyjechała samochodami w rejon Otwocka poszukując rzekomego desantu niemieckich spadochroniarzy. Po wyjaśnieniu nieporozumienia, powróciła już 3 września do koszar. Od 4 września rozkazem dowódcy Okręgu Korpusu nr I batalion stołeczny został podporządkowany Dowództwu Obrony Warszawy.

#### W dyspozycji Dowództwa Obrony Warszawy
Od rana 4 września batalion obsadzał odcinek Wola, organizując stanowiska obrony na rubieży Wola-Koło-Powązki. Przystąpiono do budowy umocnień, a następnie po przysłaniu kompanii roboczych, przystąpiono do ich osłony. Rozległe pozycje batalionu stołecznego, były stopniowo nasycane innymi batalionami i pododdziałami piechoty oraz artylerii. Od 4 września batalion stołeczny był wspierany przez baterie armat 3 i 1, 41 dywizjonu artylerii lekkiej. Do batalionu przydzielono pluton ppanc. z kompanii przeciwpancernej 41 pułku piechoty. Nocą 7/8 września pozycje obronne batalionu stołecznego przejął III batalion 40 pułku piechoty. Od 8 września objął lewoskrzydłowy sąsiedni pododcinek „Północ” pod dowództwem ppłk. dypl. Waleriana Tewzadze. Kompanie zajęły obronę na Powązkach, Forcie Bema i w sąsiednich okolicach. Z lewej strony sąsiadował z III/40 pp z Pododcinka „Wola”. Z prawej z batalionem IV (wzmocnionym marszowym) 30 pułku piechoty. Do 10 września batalion nie miał styczności bojowej z nieprzyjacielem. 10 września patrole batalionu z przedpola dostarczyły porzuconą broń, amunicję i wyposażenie. Wzięto do niewoli jeńca. 10 września na przedpolu pojawiły się niemieckie pojazdy pancerne. 11 września pozycje batalionu były ostrzeliwane przez niemiecką artylerię. Od 11 września podjęto organizację batalionowej kompanii ckm pod dowództwem por. Juliusza Freislera. 12 września patrole toczyły potyczki z niemieckimi oddziałami zajmującymi sukcesywnie teren podwarszawskich miejscowości.        
Nocą 12/13 września pluton por. Wiktora Orczewskiego z 3 kompanii wykonał wypad z fortu Bema na niemiecką placówkę. W jego wyniku spalono niemiecki pojazd pancerny i uszkodzono niemieckie działo. 13 września w godz. 17.00-18.00 stanowiska batalionu stołecznego zostały zbombardowane, rannych zostało 23 żołnierzy, wśród nich ciężko kpt. Leon Pieczyński, dowodzenie 3 kompanią przejął por. Karol Gałecki. Nocą 13/14 września pluton z 2 kompanii por. Alfonsa Suchodolskiego, dokonał wypadu na Babice, utrzymują się w Babicach do 15 września. Podczas wypadu poległ por. Alfons Suchodolski. 16 września batalion stołeczny wsparł kontratak III batalionu 26 pułku piechoty z rejonu Babice, na zajęte przez oddział niemiecki koszary 1 pułku artylerii przeciwlotniczej. Po kilku godzinach walki teren koszar odbito. Nocą 16/17 września batalion stołeczny został zluzowany, przez II batalion 144 pułku piechoty i odszedł do dyspozycji dowódcy grupy taktycznej ppłk. dypl. Leopolda Okulickiego.              

#### W składzie zgrupowania ppłk. dypl. Leopolda Okulickiego
W składzie zgrupowania oprócz batalionu stołecznego, znalazły się bataliony I i IV 360 pułku piechoty, Lotniczy Oddział Szturmowy mjr. Zborowskiego, dwa dywizjony artylerii ciężkiej, artyleria towarzysząca i czołgi 7 TP 2 kompanii czołgów lekkich Dowództwa Obrony Warszawy kpt. Grąbczewskiego. Planowane natarcie miało związać oddziały niemieckie i umożliwić łatwiejsze przebijanie się jednostek Armii „Poznań” i Armii „Pomorze” przez Puszczę Kampinoską do Warszawy. O godz. 11.00 18 września jako pierwszy do natarcia przystąpił batalion I/360 pp wraz z 2 kompanią strzelecką, batalionu stołecznego na Groty, wzdłuż osi ul. Górczewskiej oraz na Odolany i Chrzanów Nowy. Batalion I/360 pp po minięciu ogrodów Ulrycha znalazł się na odkrytym terenie i zaległ pod ostrzałem artylerii i broni maszynowej. Kompania 2/bstoł. ok. godz. 13.00 również zaległa ostrzeliwana z rejonu miejscowości Groty. Natarcie IV360 pp ze wsparciem artylerii, na lewo od batalionu I/360 pp i 2/bstoł. pozwoliło zdobyć I batalionowi i 2 kompanii strzeleckiej bstoł., swoje przedmioty natarcia i wyprzeć oddziały niemieckiej 31 Dywizji Piechoty. Kompania 2/bstoł. wdarła się do wsi Blizne i wytrwała w niej pomimo ostrzału z trzech stron do nocy. Wprowadzony wieczorem do natarcia bstoł. z rejonu wsi Blzne zaległ pod silnym ostrzałem niemieckim z fortu III Blizne. Ponowione o godz. 8.00 19 września natarcie na fort i pozostałą część wsi Blizne przez bstoł. pozwoliło o 8.30 zdobyć wieś Blizne, natarcie na fort nie powiodło się. Wielu żołnierzy poległo i zostało rannych, między innymi został śmiertelnie ranny kpt. Czesław Daczkowski. Wspierające czołgi z 2 kczl DOW, w dniu 18 września stoczyły walkę z czołgami niemieckiej 1 Dywizji Lekkiej w rejonie Chrzanowa. Batalion stołeczny okopał się ok. 500 m od fortu Blizne i tam prowadząc walkę ogniową pozostał na stanowiskach. 21 września na stanowiska obronne batalionu, o godz. 13.00 z rejonu folwarku Blizne wyszło niemieckie kontrnatarcie, ze wsparciem artylerii i broni maszynowej. Przez następne dni batalion prowadził obronę zajętych stanowisk i prowadził nocami działania rozpoznawcze. Nocą 22/23 września 3 kompania strzelecka wykonała szturm na fort Blizne, opanowała go do godz. 8.00. Fort obsadził pluton z 3 kompanii i jeden pluton z kompanii ckm. Do wieczora 23 września oddziały niemieckie wykonały kilkakrotnie natarcia na fort z silnym wsparciem artylerii, bez skutku.                                          
Odcinek obrony batalionu stołecznego był ostrzeliwany przez niemiecką artylerię. Nocą 23/24 września wzmocniona plutonem strzeleckim i plutonem ckm 1 kompania strzelecka dokonała wypadu na miejscowość Blizne z pałacykiem i parkiem i doszła w walce z niemiecką obsadą do szosy Blizne-Groty, gdzie została zatrzymana przez niemiecki ostrzał moździerzy, broni maszynowej i artylerii. Oddział wypadowy wycofał się, w trakcie walki poległ jeden szeregowy i kpt. Wacław Sikorski, ciężko ranny został biorący udział w wypadzie por. Juliusz Freisler oraz 9 innych żołnierzy batalionu. Nocą 25/26 września odcinek bstoł. był intensywnie ostrzeliwany przez artylerię niemiecką 2 żołnierzy poległo, a 2 zostało rannych. Rano 26 września natarcie niemieckiego 17 pp zajęło fort Blizne, który opuścił bez walki pluton strzelecki dowodzony przez podoficera batalionu. Po południu niemieckie natarcie przy wsparciu niemieckiej artylerii, wyszło na stanowiska obrony 4 kompanii strzeleckiej, pierwsze natarcie zostało powstrzymane, za cenę dużych strat, poległ por. Jerzy Pytłosz, a ciężko ranny został ppor. Liliwać, chwilowy chaos opanował mjr Józef Spychalski, który poprowadził 4 kompanię do kontrataku.                                              
Nocą 26/27 września artyleria niemiecka nękała ostrzałem stanowiska bstoł. 27 września nad ranem po silnym przygotowaniu artyleryjskim nastąpiło natarcie niemieckiej piechoty, na stanowiska 4 kompanii strzeleckiej. Kompania została wyparta ze swoich stanowisk. Przygotowany kontratak Lotniczego Oddziału Szturmowego i kompanii czołgów lekkich kpt. Grąbczewskiego, dla wsparcia batalionu stołecznego, został odwołany z uwagi na zawieszenie broni. 28 września batalion stołeczny rozpoczął schodzenie z odcinka obrony z uwagi na obowiązującą kapitulację. W czasie walk w obronie stolicy baon stracił prawie 50% stanów, w tym 8 oficerów.

### Batalion po kapitulacji stolicy
Większość batalionu stołecznego, po złożeniu broni odmaszerowała wieczorem 29 września w kierunku Woli do niewoli niemieckiej. Na miejscu w Warszawie został wyznaczony silny pluton do zadań asystencyjnych Dowództwa Obrony Warszawy, pod dowództwem kpt. Zygmunta Szczygielskiego oficera mobilizacyjnego bstoł. Pluton ten pełnił służbę wartowniczą i patrolową dbał o bezpieczeństwo w interesie Dowództwa Obrony Warszawy, w trakcie rozmów ze stroną niemiecką przez oficerów DOW, na czas realizacji umowy kapitulacyjnej. Uzbrojony był w karabiny z 5 nabojami i bagnety. Kwaterował w restauracji Florianka przy ul. Mazowieckiej. Służbę swoją zakończył 4 października, po wypełnieniu umowy kapitulacyjnej. 5 października rano, na podstawionych samochodach ciężarowych opuścił Warszawę, jako ostatni pododdział umundurowany WP, wcześniej składając broń. 

## Żołnierze
Dowódcy batalionu
- mjr piech. Julian Głowacki (III 1936 – 1 V 1939)
- mjr piech. Józef Spychalski (2 V – IX 1939)

Zastępca dowódcy
- mjr piech. Jan Brachaczek (IV 1938 – 31 VII 1939)[20]

| Obsada personalna baonu we wrześniu 1939 | Obsada personalna baonu we wrześniu 1939          | Obsada personalna baonu we wrześniu 1939                |
| Stanowisko etatowe                       | Stopień, imię i nazwisko                          | Uwagi                                                   |
| ---------------------------------------- | ------------------------------------------------- | ------------------------------------------------------- |
| dowódca baonu                            | mjr piech. Józef Spychalski                       | SZP / ZWZ / AK                                          |
| zastępca dowódcy baonu                   | kpt. piech. Ludwik Henryk Szczygielski            | niemiecka niewola                                       |
| adiutant batalionu                       | por. piech. Władysław Marian Dworzanowski         | 7 IV 1940 zwolniony z niemieckiej niewoli               |
| kwatermistrz                             | kpt. piech. Tadeusz Gąsiorowski                   | niemiecka niewola                                       |
| oficer materiałowy                       | kpt. int. Antoni Karol Wolf                       | 15 IX 1939 ranny, więzień niem. obozów koncentracyjnych |
| oficer płatnik                           | por. rez. Henryk Dobrowolski                      |                                                         |
| oficer żywnościowy                       | chor. Józef Górka                                 |                                                         |
| lekarz                                   | por. lek. rez. dr Elezor Hauze                    |                                                         |
| kapelmistrz                              | kpt. kplm. Zygmunt V Grabowski                    | niemiecka niewola                                       |
| dowódca 1 kompanii                       | kpt. piech. Wacław Sikorski                       | †24 IX 1939 Groty                                       |
| dowódca I plutonu                        | ppor. piech. Marian Jan Koterba                   | †18 IX 1939 Blizne                                      |
| dowódca I plutonu                        | ppor. piech. rez. Feliks Arkadiusz Pokrzywa       | niemiecka niewola                                       |
| dowódca II plutonu                       | ppor. piech. Józef Waniszyn                       | niemiecka niewola                                       |
| dowódca 2 kompanii                       | kpt. piech. Czesław Daczkowski                    | †21 IX 1939 Blizne                                      |
| dowódca I plutonu                        | por. piech. Alfons Suchodolski                    | †14 IX 1939 Groty                                       |
| dowódca II plutonu                       | ppor. piech. Mikołaj Gerutto                      | †11 IX 1939                                             |
| dowódca 3 kompanii                       | kpt. piech. Leon Pieczyński                       | 13 IX 1939 ranny, niemiecka niewola                     |
| dowódca 3 kompanii                       | ppor. piech. rez. Karol Gałecki                   | do 23 IX 1939, więzień niem. obozów koncentracyjnych    |
| dowódca 3 kompanii                       | por. piech. Stefan Mieczysław Bocianowski         | niemiecka niewola, †20 I 2000                           |
| dowódca I plutonu                        | por. piech. Wiktor Edward Orczewski               | niemiecka niewola                                       |
| dowódca II plutonu                       | ppor. piech. rez. Karol Gałecki                   |                                                         |
| dowódca II plutonu                       | ppor. rez. Welce                                  |                                                         |
| dowódca 4 kompanii                       | por. piech. Jerzy Antoni Pytłosz                  | †26 IX 1939 Blizne                                      |
| dowódca plutonu                          | ppor. rez. Liliwać                                |                                                         |
| dowódca kompanii ckm                     | por. piech. Juliusz Freisler                      | 24 IX 1939 ranny                                        |
| dowódca plutonu ckm                      | sierż. pchor. rez. inż. Jerzy Aleksander Kurowski |                                                         |
| dowódca plutonu ckm                      | sierż. pchor. Władysław Figiel                    |                                                         |
| dowódca plutonu ckm na taczankach        | plut. rez. Paweł Ejsmond                          |                                                         |
| dowódca plutonu zwiadowców               | por. piech. Edward Teofil Jaroch                  | niemiecka niewola                                       |

## Symbole batalionowe
Sztandar
25 września 1936 Prezydent RP Ignacy Mościcki zatwierdził wzór sztandaru dla baonu stołecznego według wzoru określonego w rozporządzeniu Prezydenta Rzeczypospolitej z dnia 13 grudnia 1927 o godłach i barwach państwowych oraz o oznakach, chorągwiach i pieczęciach. W prawym górnym rogu lewej strony płatu sztandaru umieszczony był wizerunek Matki Boskiej Częstochowskiej, a w pozostałych trzech rogach tej strony godło miasta stołecznego Warszawy (Syrena).
Ceremonia wręczenia sztandaru odbyła się w środę 4 listopada 1936 na placu przed kościołem garnizonowym. Wręczenia sztandaru dokonał minister spraw wojskowych gen. dyw. Tadeusz Kasprzycki. Sztandar został ufundowany przez zarząd miejski m. st. Warszawy. Rodzicami chrzestnymi byli Stefan Starzyński, prezydent Warszawy i Zofia Berbecka. 
We wrześniu 1939 sztandar został ukryty w kościele Świętego Krzyża w Warszawie. W czasie powstania warszawskiego kościół uległ poważnemu zniszczeniu, a sztandar spłonął. Po wojnie orła od spalonego sztandaru, z utrąconym lewym skrzydłem i wyraźnymi śladami opalenia, wydobyto podczas odgruzowywania kościoła w czasie jego odbudowy. Przekazał go Muzeum WP ks. Ludwik Chodziłło 20 maja 1959.
Inicjały na naramiennikach
10 sierpnia 1936 minister spraw wojskowych gen. dyw. Tadeusz Kasprzycki zarządził noszenie przez żołnierzy batalionu stołecznego inicjałów „B.S.” na naramiennikach kurtek i płaszczy w wypadkach występowania baonu względnie poszczególnych kompanii w szyku zwartym dla celów reprezentacyjnych oraz w czasie pełnienia przez części baonu służby na warcie głównej. We wszystkich innych wypadkach żołnierze baonu mieli występować z dotychczasową numeracją na naramiennikach.

## Dziedzictwo tradycji
Od 3 kwietnia 2014 tradycje baonu stołecznego dziedziczył Batalion Reprezentacyjny Wojska Polskiego, a po jego przeformowaniu, od 29 marca 2018 tradycje kontynuuje Pułk Reprezentacyjny Wojska Polskiego.